# عمر تشوموغو
عمر تشوموغو Oumar Tchomogo، من مواليد 7 يناير 1978 في بوهيكون في بنين، لاعب كرة قدم بنيني.
بدأ مسيرته الكروية مع نادي غرينوبل في عام 1998، ولعب معهم حتى عام 2000، وشارك معهم في 20 مباراة وسجل هدفين، وفي عام 2001 انتقل إلى نادي فالينس، ولعب معهم حتى عام 2003، وشارك معهم في 71 مباراة وسجل 18 هدف، وفي موسم 2003/2004 انتقل إلى نادي غوينغامب الفرنسي، وفي موسم 2004/2005 انتقل إلى نادي أمينس، ولعب معهم 14 مباراة وسجل هدف واحد، وفي عام 2006 انتقل إلى نادي فيتوريا سيتوبال البرتغالي، وفي موسم 2005/2006 انتقل إلى نادي بني ياس الإماراتي، وفي موسم 2006/2007 انتقل إلى نادي فيتوريا غيماريش البرتغالي، ومنذ عام 2007 وهو يلعب مع نادي بورتيمونينسي البرتغالي.
و هو يلعب مع منتخب بنين لكرة القدم.

## روابط خارجية
- عمر تشوموغو على موقع قاعدة بيانات كرة القدم.إي يو (الإنجليزية)
- عمر تشوموغو على موقع ناشيونال فوتبول تيمز (الإنجليزية)